# Zweifarbiger Scheidenstreifling
Der Zweifarbige Scheidenstreifling oder kurz Zweifarbige Streifling (Amanita umbrinolutea), auch Dunkelgezonter Nadelwald-Streifling ist eine Pilzart aus der Familie der Wulstlingsverwandten (Amanitaceae).

## Merkmale

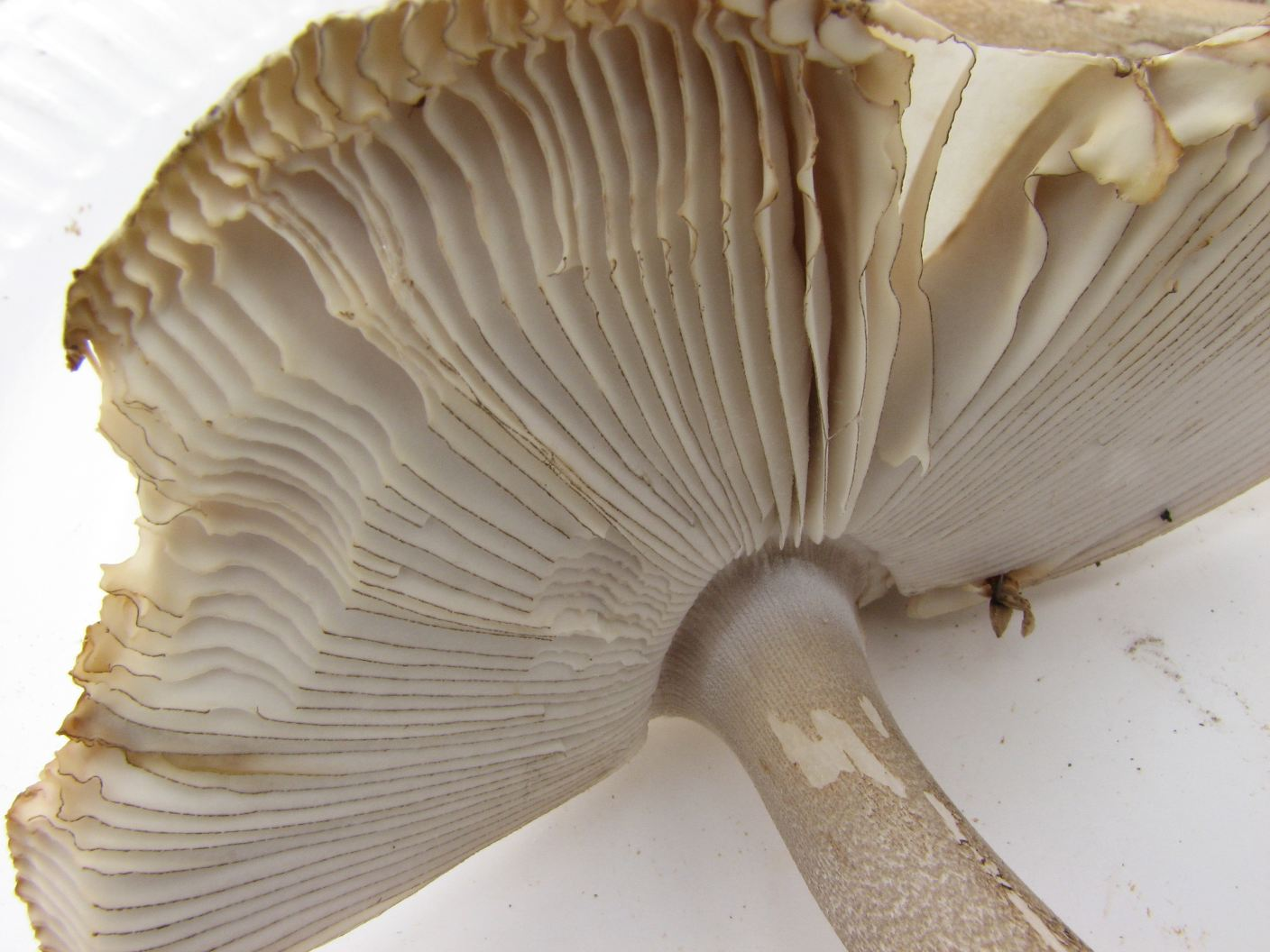
Ein typisches Merkmal des Zweifarbigen Scheidenstreiflings sind die dunkelbraunen Lamellenschneiden.

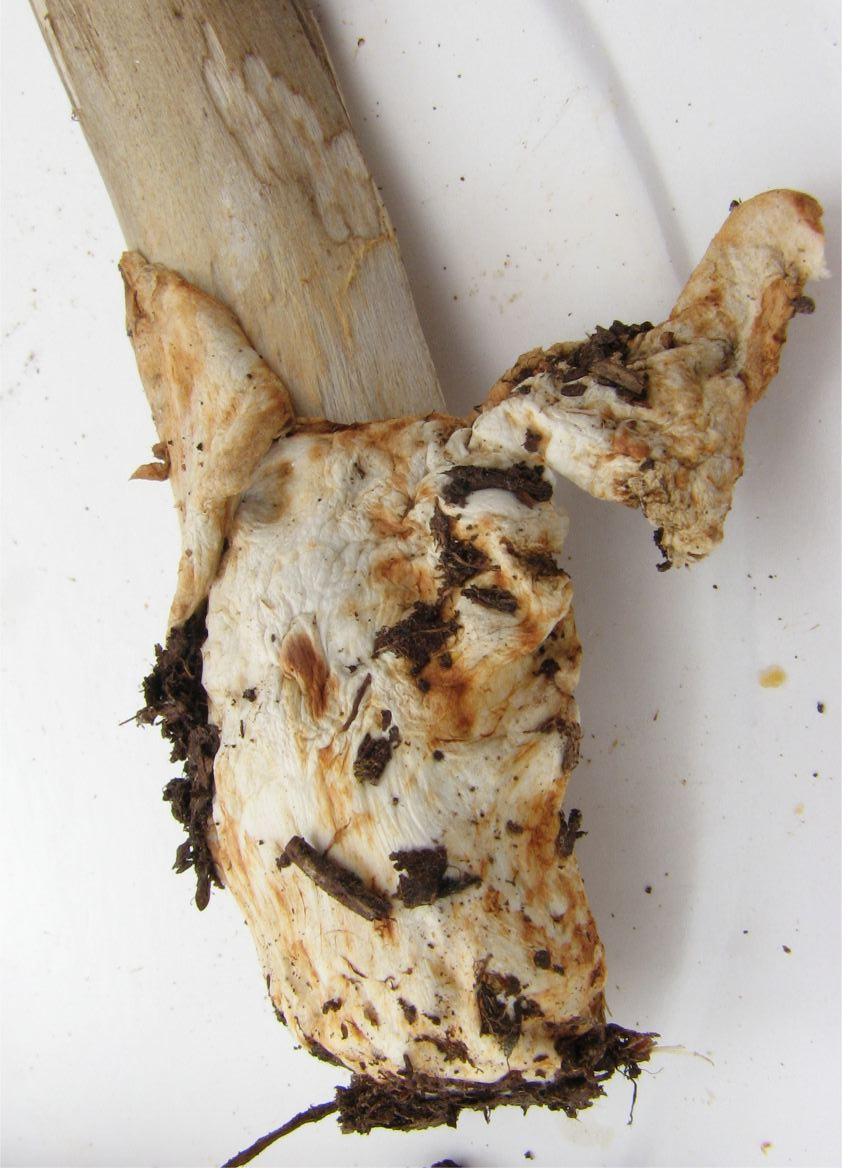
Die an der Stielbasis eng anliegende Volva des Zweifarbigen Scheidenstreiflings weist rostbräunliche Flecken auf.

### Makroskopische Merkmale
Der gelbgrüne bis olivbraune Hut hat einen Durchmesser von 5 bis 10 cm. Im Alter beginnt der deutlich geriefte vom Rand her auszublassen. Das Hutfleisch ist dünn. Die Lamellen sind weiß mit dunklen Schneiden und das ausfallende Sporenpulver zeigt unter Zugabe von Iodlösung keine Farbreaktion (inamyloid). Der Stiel ist meist weiß und selten etwas wie der Hut getönt. Die Stieloberfläche ist feinflockig bis schwach genattert beschaffen. Die Scheide hat eine weißliche Farbe.

## Mikroskopische Merkmale
Die rundlichen bis leicht elliptischen Sporen messen 11–15 × 10–13 Mikrometer.

## Artabgrenzung
Die Spezies kann mit anderen Scheidenstreiflingen und dem Grünen Knollenblätterpilz verwechselt werden. Letzterer hat einen Stielring, wächst ausschließlich im Laubwald und riecht im Alter bzw. beim Antrocknen süßlich nach Kunsthonig.

## Ökologie, Phänologie und Verbreitung
Der Zweifarbige Scheidenstreifling wächst von August bis November in Gebirgsnadelwäldern. Er ist in Deutschland lokal häufig. Er liebt saure Böden. In Europa ist die Art vor allem in Schweden und den anderen skandinavischen Ländern verbreitet.

## Systematik
Die Art wird in der Literatur oft als Amanita battarrae bezeichnet und ist unter diesem Namen bekannt. Amanita battarrae im Sinne der Originalbeschreibung (auch als Dunkelgezonter Laubwald-Streifling bezeichnet) ist aber eine kräftigere Art ohne dunkle Lamellenschneiden und Stielnatterung und mit weniger zweifarbigem, grauer getöntem Hut aus dem mediterranen Laubwald.

## Bedeutung
Der Zweifarbige Scheidenstreifling ist wie alle Scheidenstreiflinge essbar, aber nicht besonders schmackhaft. Da er eine lange Kochzeit braucht, ist er nicht zu empfehlen.